# Kevin McClory
Kevin O'Donovan McClory (Dublín, 8 de junio de 1924-Dublín, 20 de noviembre de 2006) fue un guionista, productor y director de cine Irlandés. McClory es conocido principalmente por producir la película de James Bond de 1983 Nunca Digas Nunca Jamás, que fue el resultado de una larga batalla legal entre McClory e Ian Fleming (y después United Artists / MGM) sobre la autoría y después los derechos de la película Operación Trueno de 1965, en la que también ejerció como productor y corresponsable del texto original junto con Ian Fleming.
- Datos: Q1368243